# Petrovirivka, Berezivka
Petrovirivka (în ucraineană Петровірівка) este localitatea de reședință a comunei Petrovirivka din raionul Berezivka, regiunea Odesa, Ucraina.

## Demografie
Componența lingvistică a localității Petrovirivka
     Ucraineană (84,83%)
     Rusă (6,87%)
     Română (6,87%)
     Alte limbi (0,65%)
Conform recensământului din 2001, majoritatea populației localității Petrovirivka era vorbitoare de ucraineană (84,83%), existând în minoritate și vorbitori de rusă (6,87%) și română (6,87%).